# Sao Tomé en Principe
Sao Tomé en Principe (Portugees: São Tomé e Príncipe; IPA: [sɐ̃w̃ tuˈmɛ i ˈpɾĩsɨpɨ]), letterlijk in het Nederlands: Sint Thomas en Prins, officieel de Democratische Republiek Sao Tomé en Principe, is een land voor de westkust van Afrika, in de Golf van Guinee.
Sao Tomé en Principe bestaat uit meerdere eilanden, waarvan Sao Tomé verreweg het grootst is. Daarna komt het veel kleinere Principe en nog enkele niet of nauwelijks bewoonde eilanden. Van de 187.356 inwoners (2012) woont ruim een derde in de gelijknamige hoofdstad Sao Tomé. De eilanden zijn bergachtig en vulkanisch met een weelderige tropische plantengroei. De belangrijkste economische hulpbron is de landbouw, die de inwoners kokosnoten, koffie, cacao en palmolie verschaft. De bevolking bestaat voor het grootste deel uit mulatten, personen met zowel Afrikaanse als Portugese voorouders.
De inwoners van Sao Tomé en Principe worden in het Nederlands als Santomees, Santomese en Santomezen aangeduid, behalve in formele teksten, waar men een omschrijving gebruikt in plaats van het bijvoeglijk naamwoord.

## Geschiedenis

### Koloniale tijd
De eilanden van Sao Tomé en Principe waren onbewoond tot de komst van de Portugezen tussen 1469 en 1471. De Portugezen verkenden de eilanden en besloten dat dit een goede handelspost zou zijn. Ze noemden het grootste eiland naar de apostel Tomas. De eerste nederzetting op Sao Tomé werd in 1493 door de Portugees Álvaro Caminha gesticht. Rond het jaar 1500 werd ook op het eiland Principe een nederzetting gesticht. Het aantrekken van mensen die de eilanden wilden bevolken bleek moeilijk. In het begin kwamen vooral groepen die niet 'gewenst' waren in Portugal, zoals joden, naar het eiland. Zo werden eind vijftiende eeuw tweeduizend joodse kinderen gedwongen gedoopt en verscheept naar het eiland, waar ze verdeeld werden onder de kolonisten. Enkele jaren later waren nog slechts zestig van deze kinderen in leven. De rest was bezweken aan tropische ziektes.
De kolonisten bemerkten dat de vulkanische grond op de eilanden uitermate geschikt was voor landbouw, waardoor vooral het verbouwen van suikerriet in zwang raakte. Het verbouwen van suiker was zeer arbeidsintensief, en de Portugezen importeerden dan ook slaven van het Afrikaanse vasteland. In het midden van de 16e eeuw waren de eilanden de grootste suikerexporteur van Afrika. Later kregen de eilanden te maken met toenemende concurrentie van suikerplantages in Latijns-Amerika. Tegen het midden van de zeventiende eeuw waren de eilanden een belangrijke doorvoerhaven van schepen die Afrikaanse slaven vervoerden naar Latijns-Amerika. In 1641 veroverde WIC-admiraal Cornelis Jol het eiland Sao Tomé op de Portugezen. Kort na de verovering, op 31 oktober 1641, overleed hij aan malaria. 

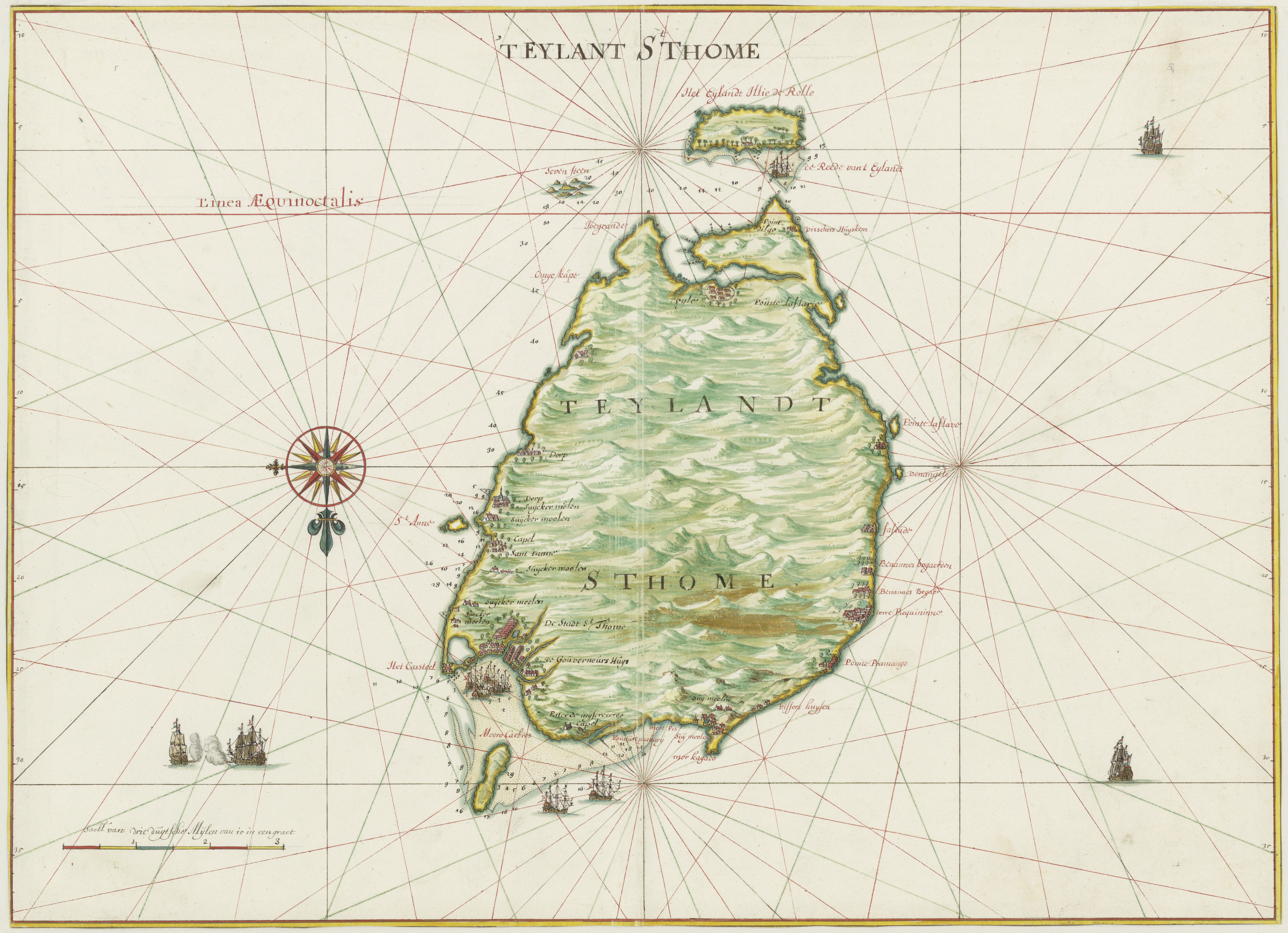
Historische kaart van São Tomé[6] (met het noorden onderaan)
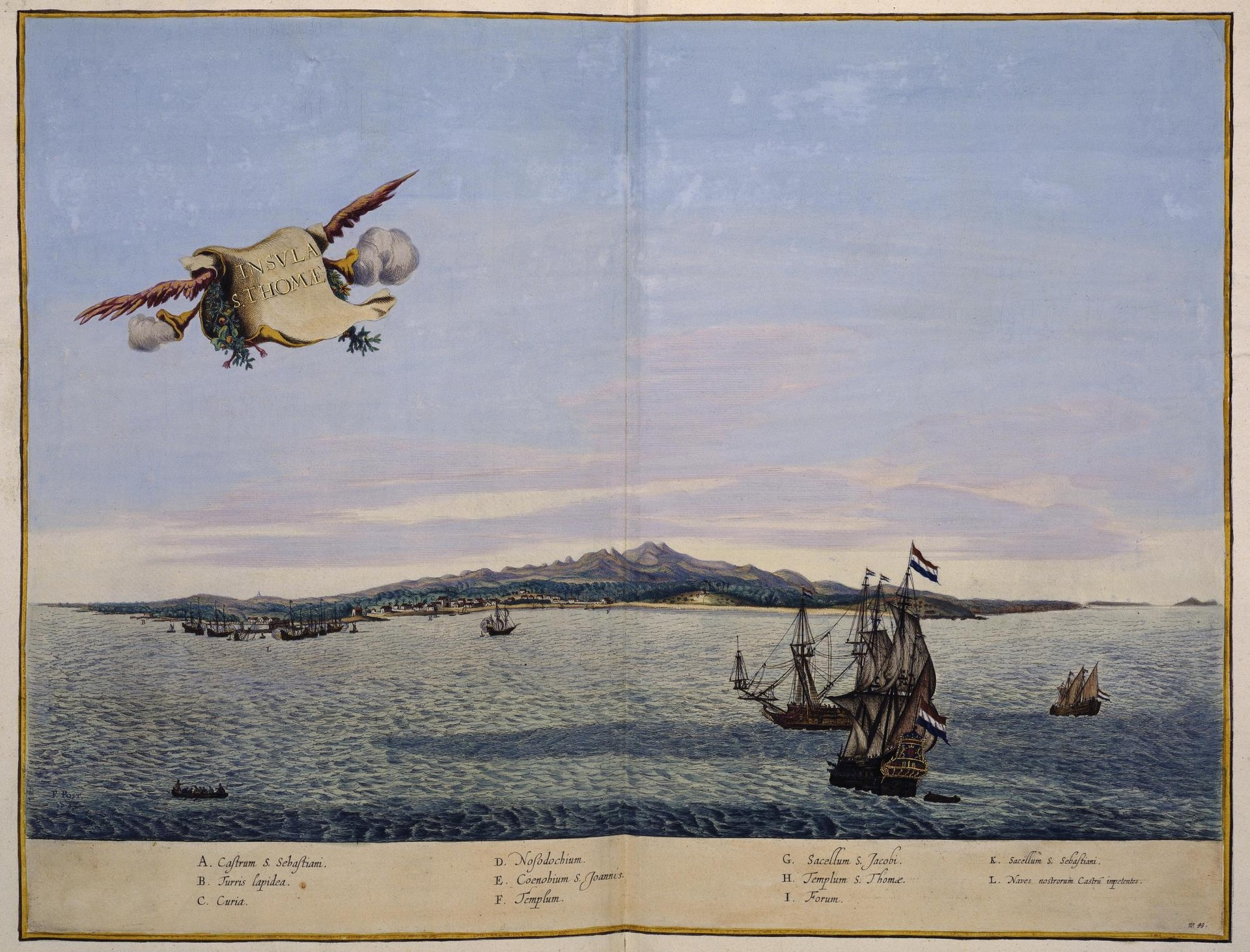
Verovering van São Tomé door Cornelis Jol, 1641

### Zelfbestuur en herkolonisatie
Vanaf 1650 trokken de Portugezen hun handen langzaam af van de archipel en meer dan twee eeuwen lang hadden de eilanden praktisch zelfbestuur. In het begin van de 19e eeuw werden twee nieuwe gewassen geïntroduceerd, namelijk koffie en cacao. De vulkanische gronden waren zeer geschikt voor deze gewassen, en in de periode 1880-1885 zorgde dit voor een herkolonisatie door de Portugezen. Al gauw waren de goede landbouwgronden in handen van grote Portugese plantages. Vanaf 1908 werd Sao Tomé en Principe de grootste exporteur van cacao ter wereld. Nog steeds is dit het belangrijkste gewas in het land.
Hoewel Portugal de slavernij in 1876 had afgeschaft, dwongen de plantagehouders Afrikanen tot het verrichten van arbeid, nu als contractarbeiders, tegen een zeer bescheiden loon. Dit leidde op de eilanden tot spanningen en een opstand die uitbrak in 1953. Honderden Afrikanen werden hierbij gedood. Deze gebeurtenis staat bekend als het Bloedbad van Batepá en wordt nog steeds jaarlijks op 3 februari herdacht.

### Onafhankelijkheid
Eind jaren 50 van de twintigste eeuw werd de roep om onafhankelijkheid steeds groter en de socialistische Beweging voor de Bevrijding van Sao Tomé en Principe (MLSTP) werd opgericht. Na de Anjerrevolutie van 1974 raakte deze ontwikkeling in een stroomversnelling en op 12 juli 1975 werd Sao Tomé en Principe onafhankelijk van Portugal. De eerste president werd Manuel Pinto da Costa, de secretaris-generaal van de MLSTP. Een maand later werd het land unaniem toegelaten tot de Verenigde Naties. In eerste instantie haalde Da Costa vooral de banden aan met de Sovjet-Unie, Oost-Duitsland, Cuba en Angola, maar sloot zich tegelijk aan bij de Beweging van Niet-Gebonden Landen. Toen er in de jaren 80 een economische crisis uitbrak, werd het aantal buitenlandse communistische adviseurs scherp teruggebracht.

### Democratisering en onrust
In 1987 zorgde een grondwetswijziging ervoor dat de president voortaan direct werd gekozen, in 1988 werd een coup tegen president Da Costa afgewend. In 1990 was Sao Tomé en Principe een van de eerste Afrikaanse landen die ook in de praktijk democratiseerden. Op 22 augustus 1990 werd een referendum gehouden voor een nieuwe grondwet die ook oppositiepartijen toestond. Van de geldige stemmen was 95,3% voor de wijziging en de grondwet werd aangepast. Een jaar later, in 1991, werden de eerste democratische parlements- en presidentsverkiezingen gehouden waarbij Miguel Trovoada tot president werd gekozen.
Op dinsdag 15 augustus 1995 pleegde een groep militaire officieren onder leiding van luitenant Manuel Quintas de Almeida een staatsgreep, ze zetten president Trovoada gevangen en plaatsten premier Carlos Graça onder huisarrest. Officieel ging het om de door Trovoada afgedwongen inkrimping van het leger, maar ook de feiten dat de soldaten al een half jaar niet meer betaald waren en de algehele deplorabele staat van het leger leken een rol te spelen, evenals de slechte economische situatie van het land. Zes dagen later werd de staatsgreep vreedzaam beëindigd en werden de president en premier in hun functie hersteld. Hieraan gingen enkele dagen van onderhandelingen onder leiding van premier Graça en de Angolese minister van Buitenlandse Zaken Venâncio de Moura aan vooraf. De onderhandelingen gingen deels over de vraag of de militairen amnestie moesten krijgen.
Een tweede staatsgreep vond plaats op woensdag 16 juli 2003, toen president Fradique de Menezes voor een congres in Nigeria was. De coup werd beraamd door de leiders van het Frente Democrata Cristã (Christendemocratisch Front, FDC), een oppositiebeweging wier leden jarenlang in ballingschap in Zuid-Afrika hadden geleefd en daar onder het apartheidsregime bij het 32e bataljon hadden gediend. FDC-kopstukken Alércio Costa en Sabino dos Santos vonden een welwillende partner in majoor Fernando Pereira, een legerofficier die zich reeds meerdere malen had uitgesproken over de problemen van het leger en de samenleving. Premier Maria das Neves werd samen met enkele andere ministers gearresteerd, waarna ze een licht hartinfarct kreeg en naar het ziekenhuis moest worden overgebracht. Alle vastgezette politici werden goed behandeld, ze mochten hun familieleden spreken en eten laten brengen. Het FDC en het leger betichtten de regering van corruptie, zelfverrijking, en een oneerlijke verdeling van mogelijke toekomstige olie-inkomsten, Majoor Pereira kondigde aan dat hij niet van plan was de macht te behouden, maar aanstuurde op vervroegde verkiezingen omdat hij de armoede onder de bevolking in het land wilde aanpakken. Vanuit de internationale wereld volgde een golf van protest tegen deze machtsgreep en er klonk een breed gedragen roep richting de rebellen op om de regering te herinstalleren. De coup werd afgekeurd door de staatshoofden van landen in de regio, maar ook de Verenigde Staten, VN-secretaris-generaal Kofi Annan, Joaquim Chissano, president van Mozambique en voorzitter van de Afrikaanse Unie, en de afgezette president De Menezes lieten van zich horen. De Nigeriaanse president Olusegun Obasanjo bemoeide zich persoonlijk met het conflict, belde de leider van de putschisten en kondigde aan een konvooi naar Sao Tomé te sturen; een militaire interventie werd op dat moment niet uitgesloten. De coupplegers leken de internationale steun voor hun actie te hebben overschat en na ongeveer een week onderhandelen onder leiding van de Angolese minister Osvaldo Serra Van Dunem kon De Menezes terugkeren als president. Het gevolg van de onderhandelingen was het organiseren van een nationaal forum om grieven uit te werken en amnestie voor de militairen. Critici vermoeden dat het leger ook een groot deel van de potentiële oliegelden is aangeboden.
In 2009 werd een nieuwe staatsgreep van het FDC verijdeld en Alércio Costa en dertig anderen werden gearresteerd. Dit keer stonden de veiligheidstroepen aan de kant van de regering. Bij de presidentsverkiezingen van 2011 werd Manuel Pinto da Costa, eerder president van het eenpartijregime, democratisch gekozen als nieuwe president van de republiek. Dit leidde tot zorgen over een mogelijke terugkeer naar een meer autoritair bewind. In 2016 verloor Da Costa echter zijn herverkiezing van Evaristo Carvalho.

## Geografie
Met een oppervlakte van 964 km² (VN, CIA) of 1001 km² (BBC, eigen opgave) is Sao Tomé en Principe het kleinste land in Centraal-Afrika en na de Seychellen het kleinste land van Afrika.
Alle eilanden van Sao Tomé en Principe liggen in de Golf van Guinee (meer precies Golf van Bonny) en maken deel uit van een archipel die geologisch gezien behoort tot de Kameroenlijn (net als twee eilanden van Equatoriaal-Guinea, Mount Cameroon en het Hoogland van Adamaoua). Naast de hoofdeilanden Sao Tomé en Principe bestaat de archipel onder andere uit Ilhéu Bom Bom, Ilhéu Caroço, Ilhéu das Cabras, Tinhosa Grande, Tinhosa Pequena en Ilhéu das Rolas. De evenaar loopt midden over laatstgenoemd eilandje.
De eilanden zijn bergachtig, vulkanisch en ongeveer kegelvormig. De bekendste en hoogste bergtop in Sao Tomé en Principe is de uitgedoofde schildvulkaan Pico de Sao Tomé, met een hoogte van 2024 meter. De hoogste berg van Principe is de Pico de Príncipe, met een hoogte van 948 meter.

### Klimaat

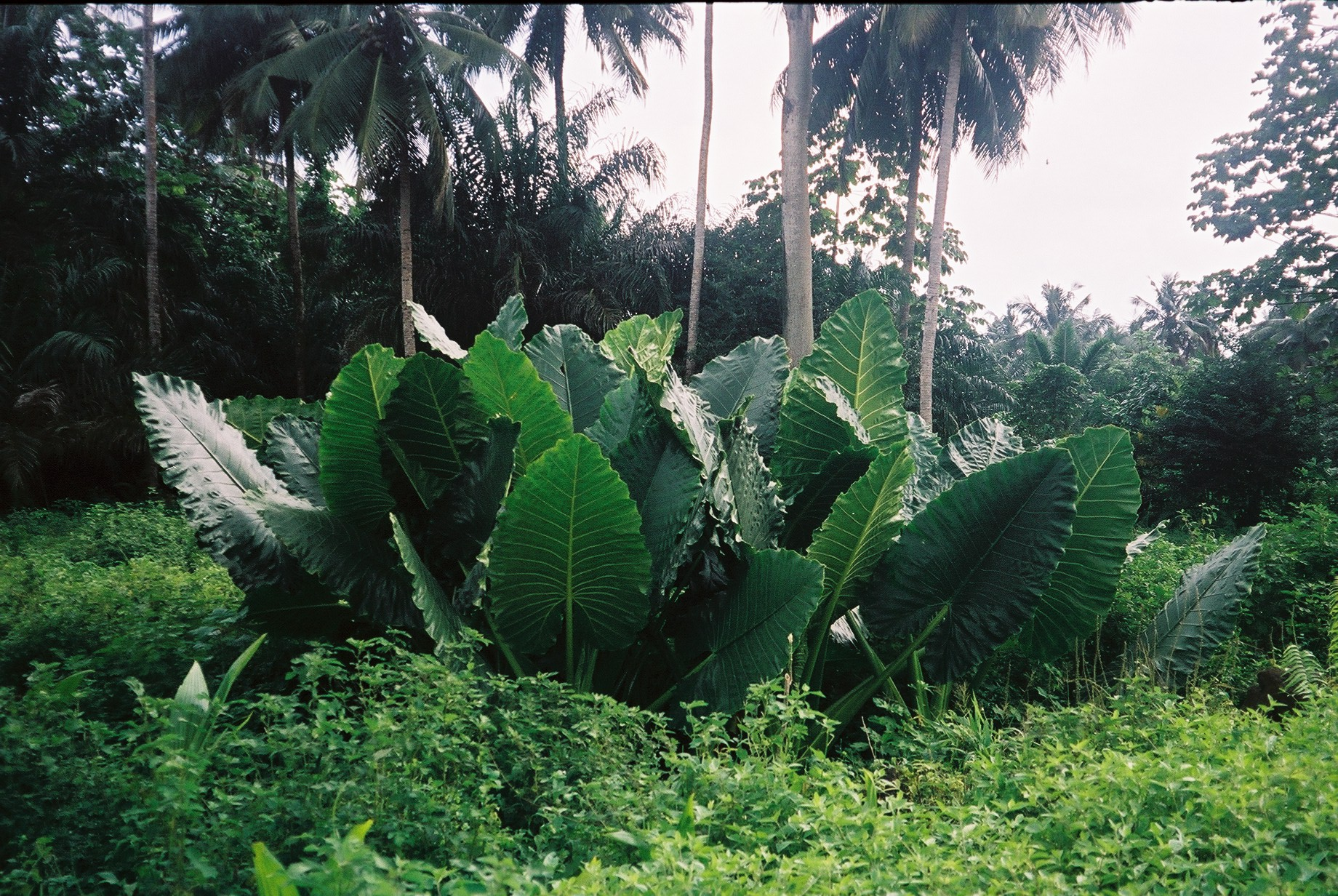
Sao Tomé kent een dikke tropische begroeiing

De eilandengroep kent een zeer warm en vochtig klimaat. Gemeten over de jaren 2001 t/m 2006 was de gemiddelde jaartemperatuur in de hoofdstad Sao Tomé 26,3 °C met een gemiddeld maximum van 30,7 °C en een gemiddeld minimum van 22,0 °C. Er viel gemiddeld 899 millimeter regen verdeeld over 89 regendagen bij een gemiddelde luchtvochtigheid van 83%. In het bergachtige midden van het eiland ligt de gemiddelde jaartemperatuur beduidend lager, rond de 20 °C. Op de zuidwest-hellingen van de bergen kan de jaarlijkse regenval oplopen tot 5000 millimeter. Het regenseizoen duurt van oktober tot mei.

### Flora
Zo'n 74% van de eilanden is bedekt met tropisch regenwoud. Slechts een deel hiervan is oerbos, voor een groot deel bestaat het uit voormalige plantages die weer overgroeid zijn. Er komen zo'n 895 soorten vaatplanten voor waarvan 95 endemisch op Sao Tomé en 37 op Principe. Varens zijn ruim vertegenwoordigd. De enige naaktzadige is de conifeerachtige Afrocarpus mannii.
Zo'n 30% van het land (ruim een kwart van Sao Tomé en bijna de helft van Principe) maakt deel uit van het Parque Natural Ôbo. Naast tropisch regenwoud omvat het park ook stukken mangrove en savanne.

### Fauna
De enige zoogdieren die van origine op Sao Tomé en Principe voorkwamen waren vleermuizen en spitsmuizen. In het kielzog van de mens hebben diverse andere zoogdieren de eilanden bereikt, zoals ratten, apen en huisdieren als varkens en honden. Meer dan 140 soorten vogels zijn op de eilanden gespot, waarvan meer dan twintig endemisch. Ook enkele amfibieën, enkele reptielen, vijf soorten vissen en vele ongewervelden komen nergens anders ter wereld voor.
De eilanden zijn een belangrijke nestplaats voor zeeschildpadden.

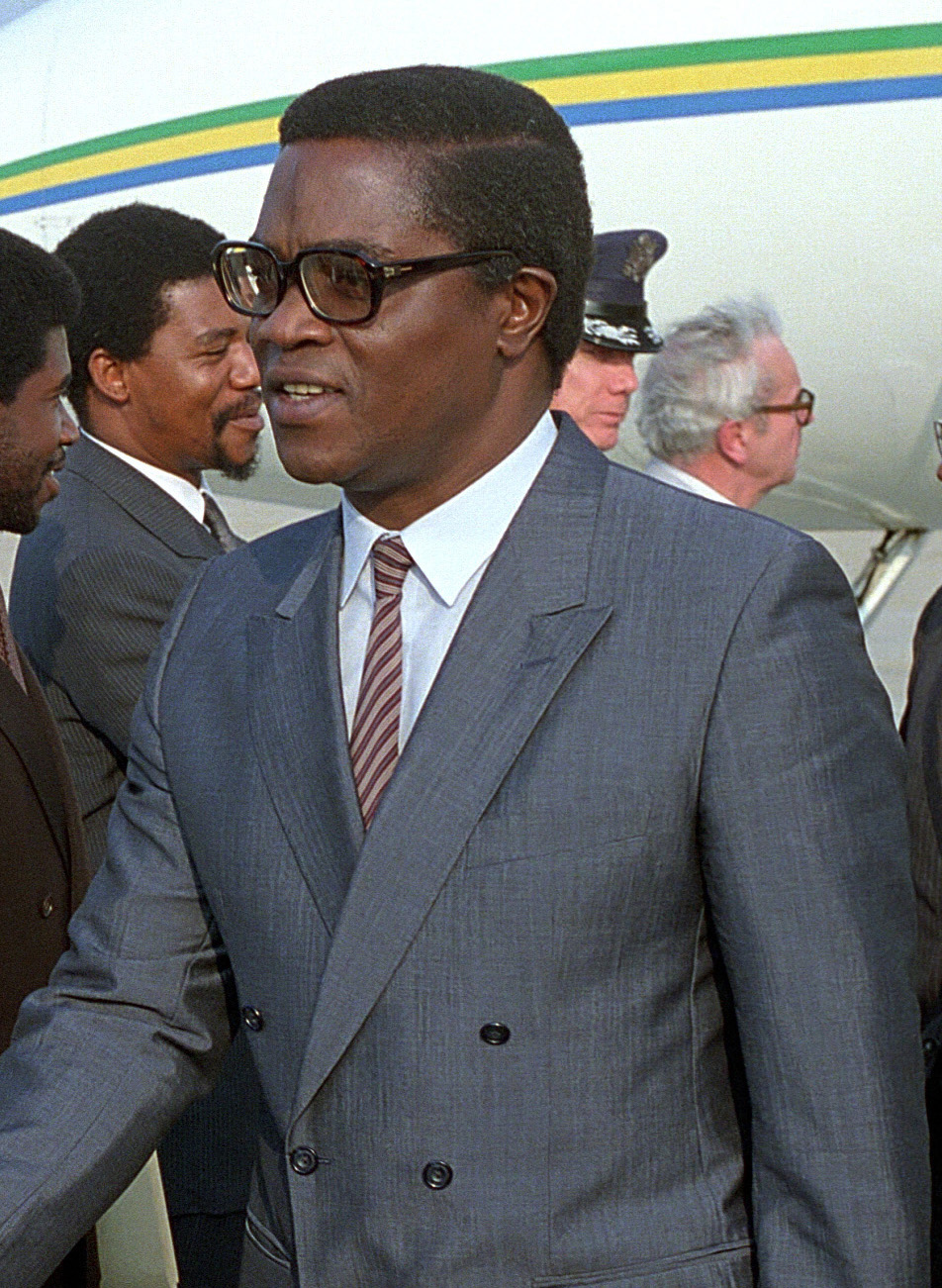
Oud-president Manuel Pinto da Costa

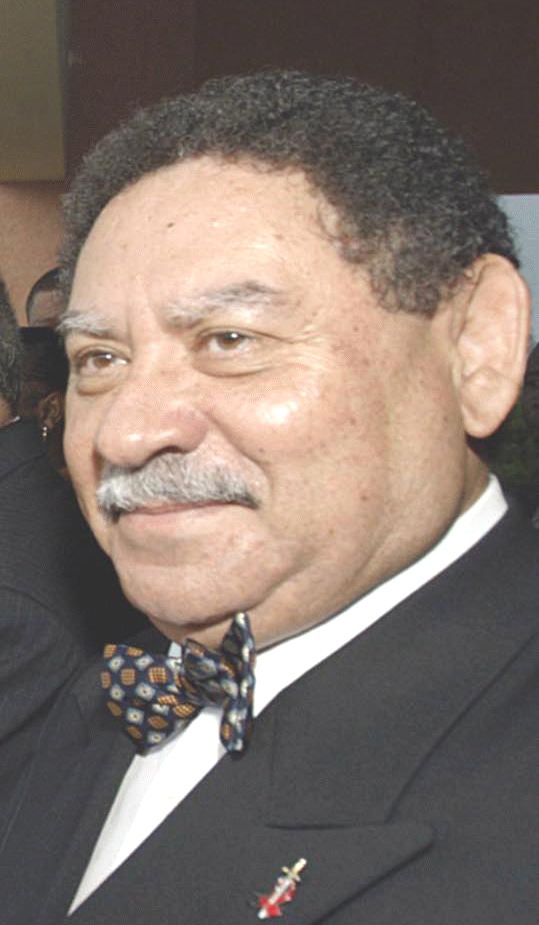
Oud-president Fradique Melo de Menezes

## Overheid en politiek
Sinds de grondwetswijziging van 1990 is Sao Tomé en Principe een democratisch land met een semipresidentieel systeem. De president wordt om de vijf jaar gekozen, de huidige president van Sao Tomé en Principe is Carlos Vila Nova. Het eenkamerige parlement, de Assembleia Nacional, bestaat uit 55 leden en wordt om de vier jaar gekozen (ongeacht het eventueel vallen van een regering). Het parlement kiest de premier waarna de premier zijn ministersploeg aan de president voorstelt die ze vervolgens benoemt. De huidige premier van Sao Tomé en Principe is Américo Ramos.

### Bestuurlijke indeling
Sao Tomé en Principe is verdeeld in twee informele provincies en zeven districten. Van deze twee provincies heeft Principe de meeste autonomie. De districten zijn tijdens de parlementsverkiezingen tevens de stemdistricten. Verkiezingen in Sao Tomé verlopen vrijwel altijd rustig en eerlijk met hooguit kleine gevalletjes van corruptie.

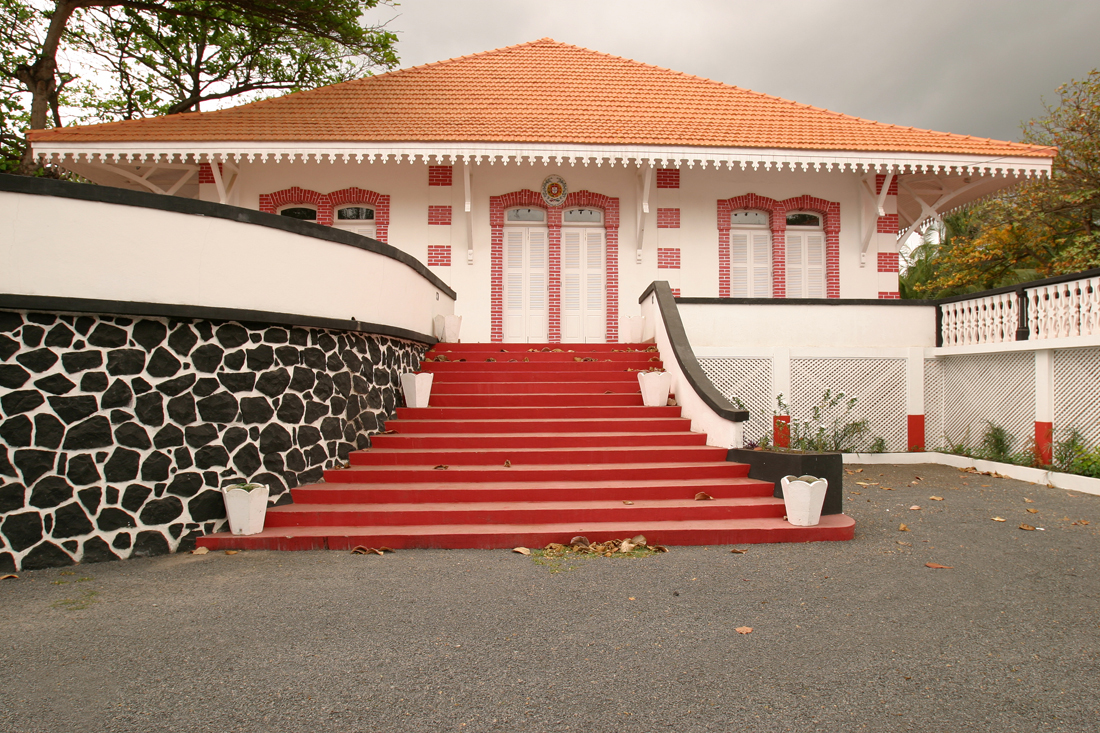
Portugese ambassade te Sao Tomé

### Internationale betrekkingen

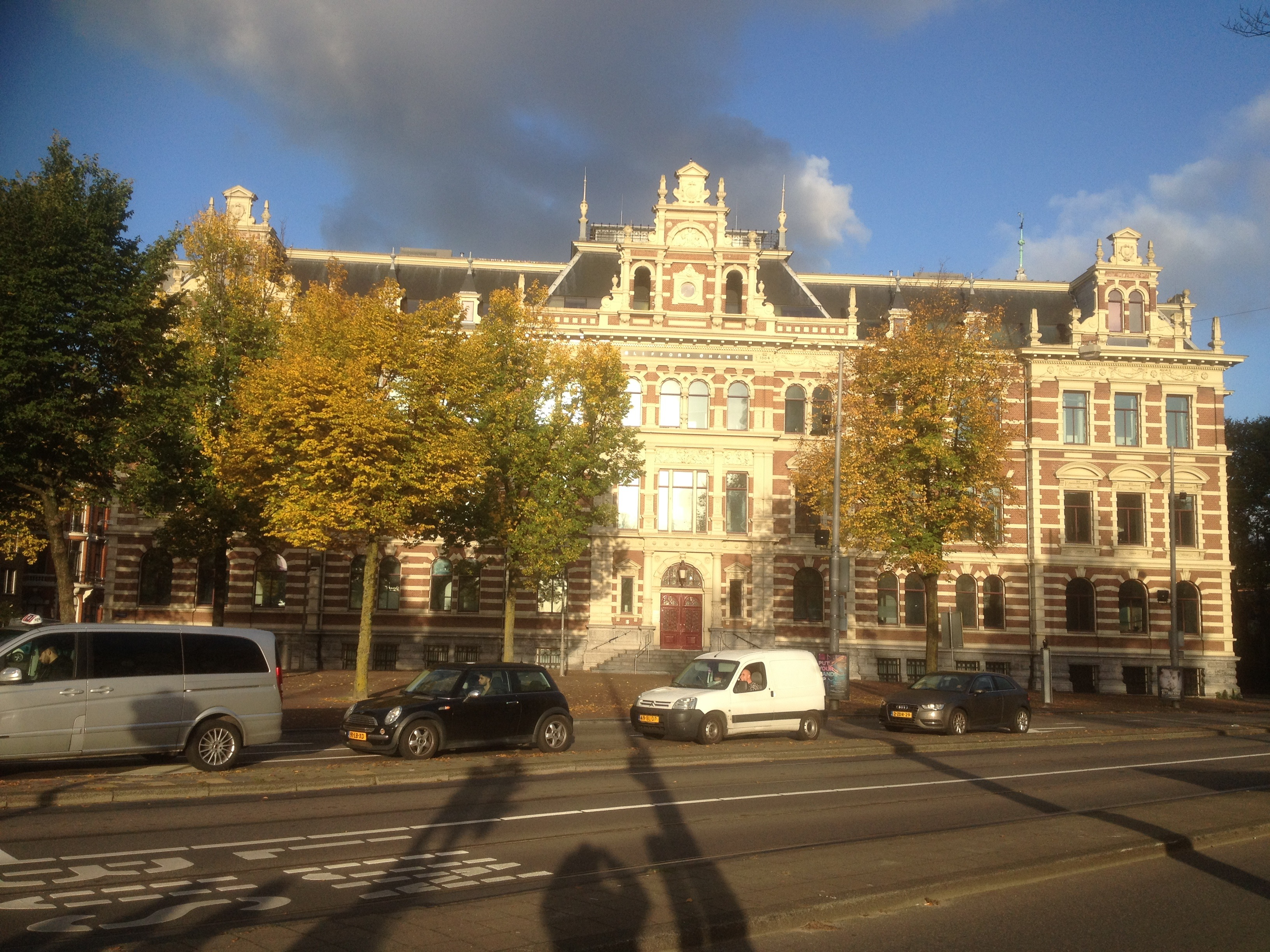
Consulaat van Sao Tomé in Amsterdam

Sao Tomé en Principe was tot 2016 een van de weinige landen van de Verenigde Naties dat Taiwan erkende en daarmee een goede relatie onderhield, dat had als gevolg dat het land als een van de weinige (Afrikaanse) landen geen diplomatieke relaties had met de Volksrepubliek China. In december 2016 verbrak het land de banden met Taiwan, een stap die door de Volksrepubliek werd toegejuicht. Sinds 17 maart 2012 erkent het land de onafhankelijkheid van Kosovo. De huidige minister van Buitenlandse Zaken van Sao Tomé en Principe is Gareth Guadalupe.
Sao Tomé en Principe onderhoudt ambassades in Angola, België (tevens missie bij de Europese Unie), Gabon, Portugal en Taiwan, en missies bij de Gemeenschap van Portugeessprekende Landen te Lissabon en de Verenigde Naties te New York. In Sao Tomé zijn er ambassades van Angola, Brazilië, Taiwan, Equatoriaal-Guinea, Gabon, Nigeria, Portugal en Zuid-Afrika. Ook Indonesië overweegt een ambassade te openen.

### Mensenrechten
Het toonaangevende Amerikaanse onderzoeksinstituut Freedom House gaf Sao Tomé en Principe in 2010 zowel op gebied van politieke vrijheid als dat van burgerrechten de op-één-na-hoogste score (2 uit 7); het land krijgt het predicaat 'vrij'. De verkiezingen worden als vrij en eerlijk bestempeld. Freedom House maakt melding van corruptie rondom ontwikkelingssamenwerking en rechtszaken tegen mensen verdacht van corruptie. De Mo Ibrahim Foundation plaatst Sao Tomé als elfde beste van 52 Afrikaanse landen als het gaat om veiligheid, mensenrechten, economie en ontwikkeling.
Tot in 2012 was homoseksualiteit bij wet verboden in Sao Tomé en Principe en kon het leiden tot een veroordeling naar een werkkamp, hoewel de wet in de praktijk niet gehandhaafd leek te worden. Op 31 januari 2011 werd aangekondigd dat er een nieuwe strafwet zou komen waarin homoseksualiteit niet langer genoemd zou worden. Deze mede onder Europees toezicht tot stand gekomen wetgeving werd in 2012 ingevoerd.
Sao Tomé en Principe kent geen doodstraf, deze is grondwettelijk verboden.

### Rechtssysteem
De grondwet voorziet in onafhankelijkheid van het gerechtelijk apparaat; het Hoger Tribunaal van Justitie is de hoogste gerechtelijke instantie van het land en daarnaast zijn er de Rechtbanken van de Eerste Aanleg. Het rechtssysteem in Sao Tomé en Principe kampt met grote achterstanden en een chronisch gebrek aan geld.

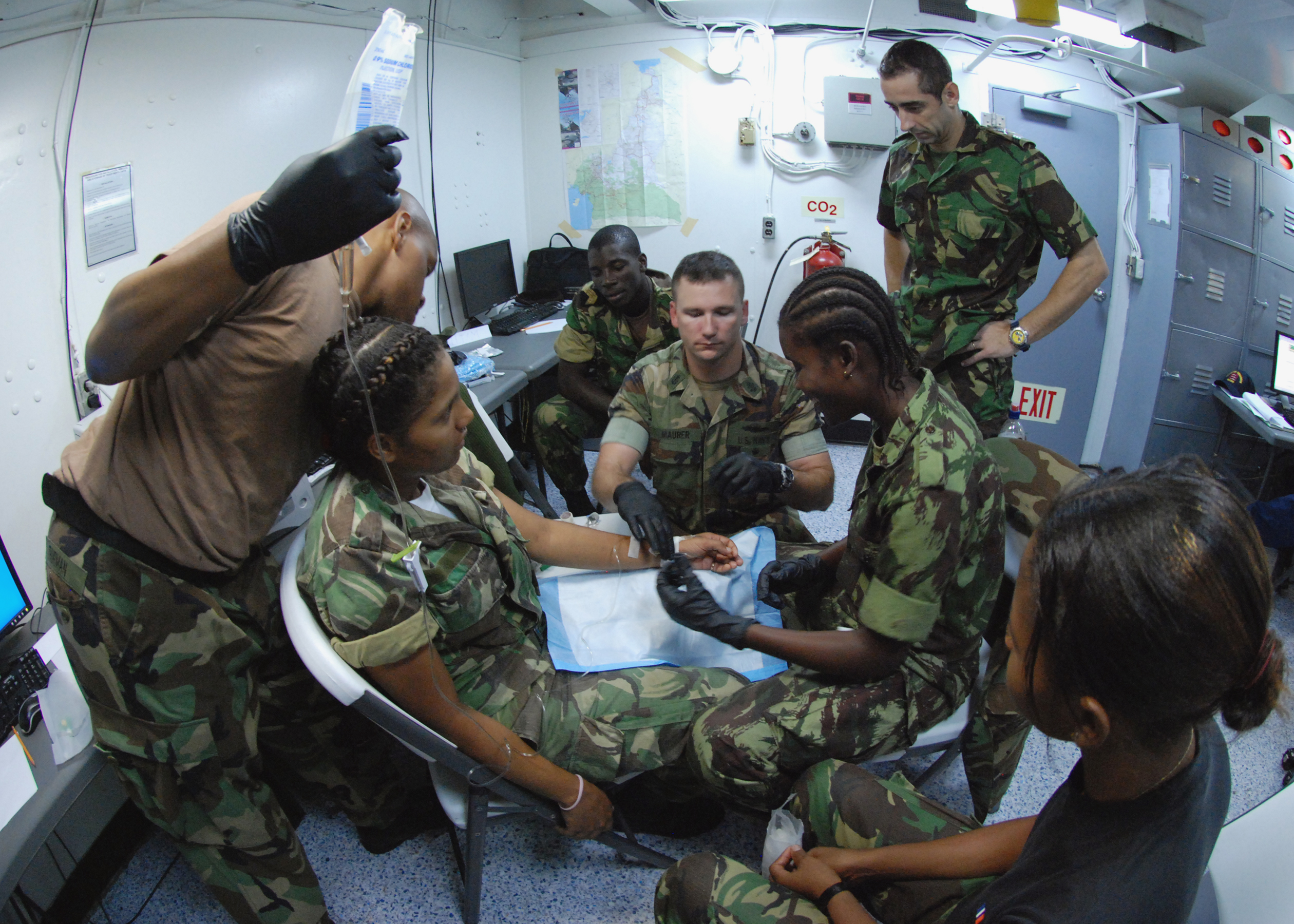
Amerikaanse soldaten geven medische training aan Santomese soldaten

### Leger
Het leger van Sao Tomé heet officieel Forcas Armadas de Sao Tome e Principe ofwel FASTP. Deze bestaat uit drie onderdelen, een landmacht, een kustwacht (Guarda Costeira de Sao Tome e Principe ofwel GCSTP) en een presidentiële garde. In 2005 waren er rond de 300 soldaten. De CIA omschrijft het leger als klein en ineffectief met een gebrek aan bronnen, de uitrusting is verouderd en promotie gebeurt op basis van vriendjespolitiek. De kustwacht bestaat slechts uit vijftig vrijwilligers en twee opblaasboten. De Amerikaanse marine (United States Navy) traint soms in het kader van het Africa Partnership Station (APS) samen met militairen uit Sao Tomé en Principe.
In 1995 en 2003 pleegde het leger een korte staatsgreep. De president van het land is de opperbevelhebber van de strijdkrachten; de dagelijkse leiding is in handen van de stafchef, anno 2010 is dit luitenant-kolonel Idalécio Pachire. In 2006 ging zo'n 0,8% van het bbp naar defensie-uitgaven, een relatief laag percentage.

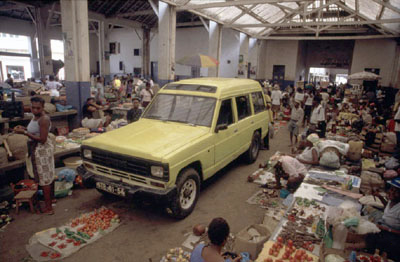
Een markt in Sao Tomé

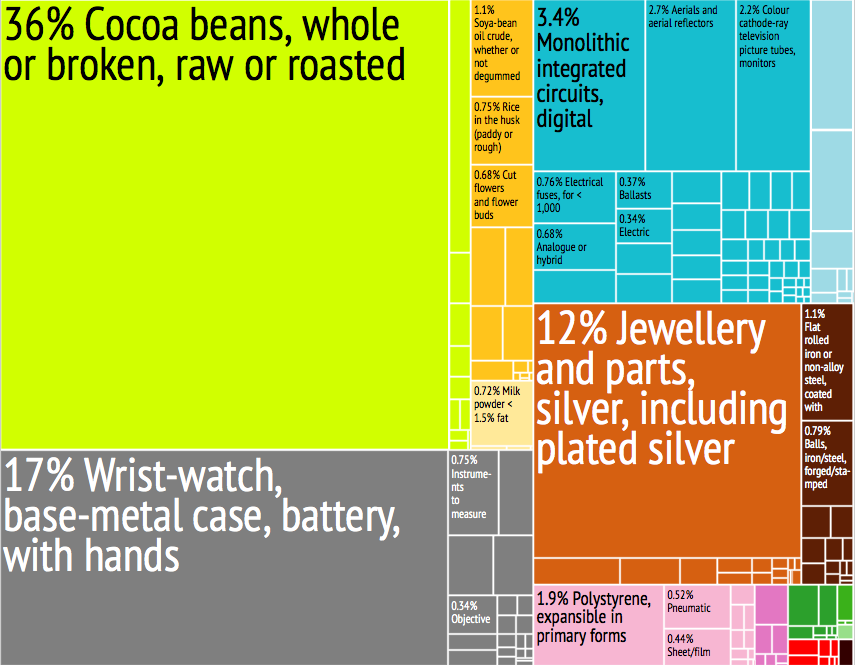
Grafische weergave van de export van Sao Tomé en Principe

## Economie
De munteenheid van Sao Tomé en Principe is de dobra. Eén dobra bestaat uit 100 cent, hoewel die niet meer gebruikt worden. Sinds 2009 is de dobra gekoppeld aan de euro tegen een koers van 24.500 dobra per euro. In 2009 bedroeg het bruto binnenlands product per inwoner 1.174 Amerikaanse dollar. Het bruto binnenlands product is opgebouwd uit 14,7% landbouw, 22,9% industrie en 62,4% overheid en diensten. Eind jaren 90 was de staatsschuld van Sao Tomé vele malen het bruto nationaal product, relatief de grootste van de wereld, en zag het er niet goed uit voor de Santomese economie; in 2009 was de hulpafhankelijkheid sterk gedaald en kwam het land niet meer voor in de top twintig van hulpafhankelijke landen.
Sao Tomé heeft twee vakcentrales die aangesloten zijn bij het Internationaal Vakverbond namelijk de União Geral dos Trabalhadores de São Tomé and Príncipe en de Organizaçâo Nacional dos Trabalhadores de São Tomé and Príncipe - Central Sindical. Volgens de politicoloog Gerhard Seibert spelen verwantschap, sociale netwerken en bureaucratie een belangrijke rol in de economie van Sao Tomé en Principe, economische rationaliteit en bestuurlijke efficiëntie zijn volgens Seibert van ondergeschikt belang. Ook The Heritage Foundation, een Amerikaanse conservatief-libertarische denktank die elk jaar een ranglijst van economische vrijheid publiceert, beschouwt Sao Tomé en Principe niet als een vrije economie. Volgens hen zijn er te veel problemen met corruptie, inefficiënte bureaucratie en een zwak rechtssysteem. Ook zou het moeilijk zijn om een eigen onderneming te starten.

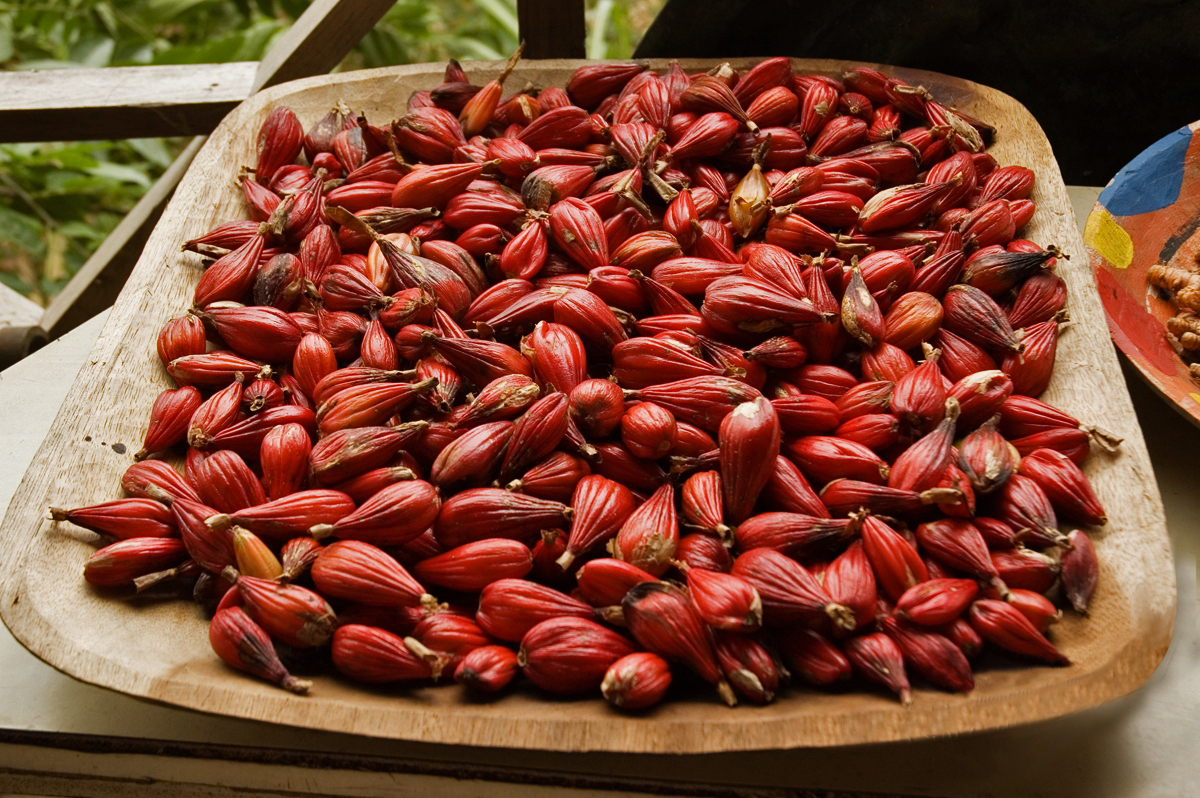
Paradijskorrel, hier op een markt te São João dos Angolares, is een van de landbouwproducten van Sao Tomé.

### Landbouw
Landbouw is voor veel Santomezen nog altijd het belangrijkste middel van bestaan. Traditioneel worden er op de eilanden kokosnoten, koffiebonen, cacaobonen en oliepalmen verbouwd. De laatste jaren wordt het telen van cacao steeds dominanter, de productie van cacao is met behulp van de Verenigde Naties tussen 2004 en 2010 vertwaalfvoudigd, van 50 ton naar 600 ton. Tegenwoordig wordt bijna alle Santomese cacao biologisch verbouwd en als fair trade op de markt gebracht, de donkere chocolade van Claudio Corallo wordt wereldwijd geroemd. De export van Sao Tomé en Principe bestaat inmiddels voor 80% uit cacaoproducten, grootste uitvoerpartners zijn het Verenigd Koninkrijk, Nederland, België en Portugal. Grootste invoerpartner is Portugal, gevolgd door Angola.
Volgens schattingen van de Voedsel- en Landbouworganisatie van de Verenigde Naties (FAO) uit 2008 was de opbrengst van bananen het grootst met 30.000 ton, daarachter volgden kokosnoten (28.000 ton), taro (27.000 ton), oliepalmfruit (15.000 ton), cassave (6300 ton) en cacao (3500 ton). Naar schatting waren er 420.000 kippen, 5200 geiten, 4800 runderen, 3000 schapen en 2620 varkens op de eilanden en werd er zo'n 4250 ton vis gevangen.

### Olie
Eind jaren 90 werd in de Golf van Guinee een aardolieveld ontdekt van zo'n elf miljard vaten. Al in 2001 werd een overeenkomst getekend met Nigeria over de verdeling van olie-inkomsten: afgesproken werd dat Sao Tomé en Principe 40% van de inkomsten zou krijgen en Nigeria de andere 60%. In 2002 trok het olieveld de aandacht van de Verenigde Staten die Sao Tomé meteen als strategische partner aanhaalden. In 2003 gaf toenmalig president De Menezes aan dat Sao Tomé en Principe een voorraad van vier miljard vaten zou hebben. In 2004 werden de eerste rechten verkocht aan de Amerikaanse oliemaatschappijen Chevron Corporation en ExxonMobil. Alleen het vooruitzicht op olie-inkomsten was al een stimulans voor de Santomese economie, maar deed ook de corruptie toenemen waarbij regeringsadviseurs steekpenningen aannamen en olieconcessies goedkoop van de hand deden.
In 2011 leek er nog weinig schot in de zaak te zitten, onder meer vanwege tegenvallende geologische omstandigheden. Volgens sommige commentatoren is dat een zegen omdat de vondst en exploitatie van olie in buurland Equatoriaal-Guinea negatief heeft uitgepakt voor de indices van menselijke ontwikkeling en heeft geleid tot minder transparantie en meer corruptie aldaar. Ook komt het voor dat de ontdekking van olie zorgt voor een lagere productiviteit in andere sectoren van de economie en toenemende armoede, de zogeheten Hollandse ziekte, zoals die ook Nigeria trof in de jaren 1970. Een derde probleem was de in eerste instantie dreigende taal van de Nigerianen die vonden dat ze het alleenrecht hadden op de exploitatie van olievelden in de Golf van Guinee. Hoewel er dus in 2001 een akkoord werd gesloten hebben de Nigerianen de aan Sao Tomé en Principe beloofde steun in 2011 nog niet geleverd.

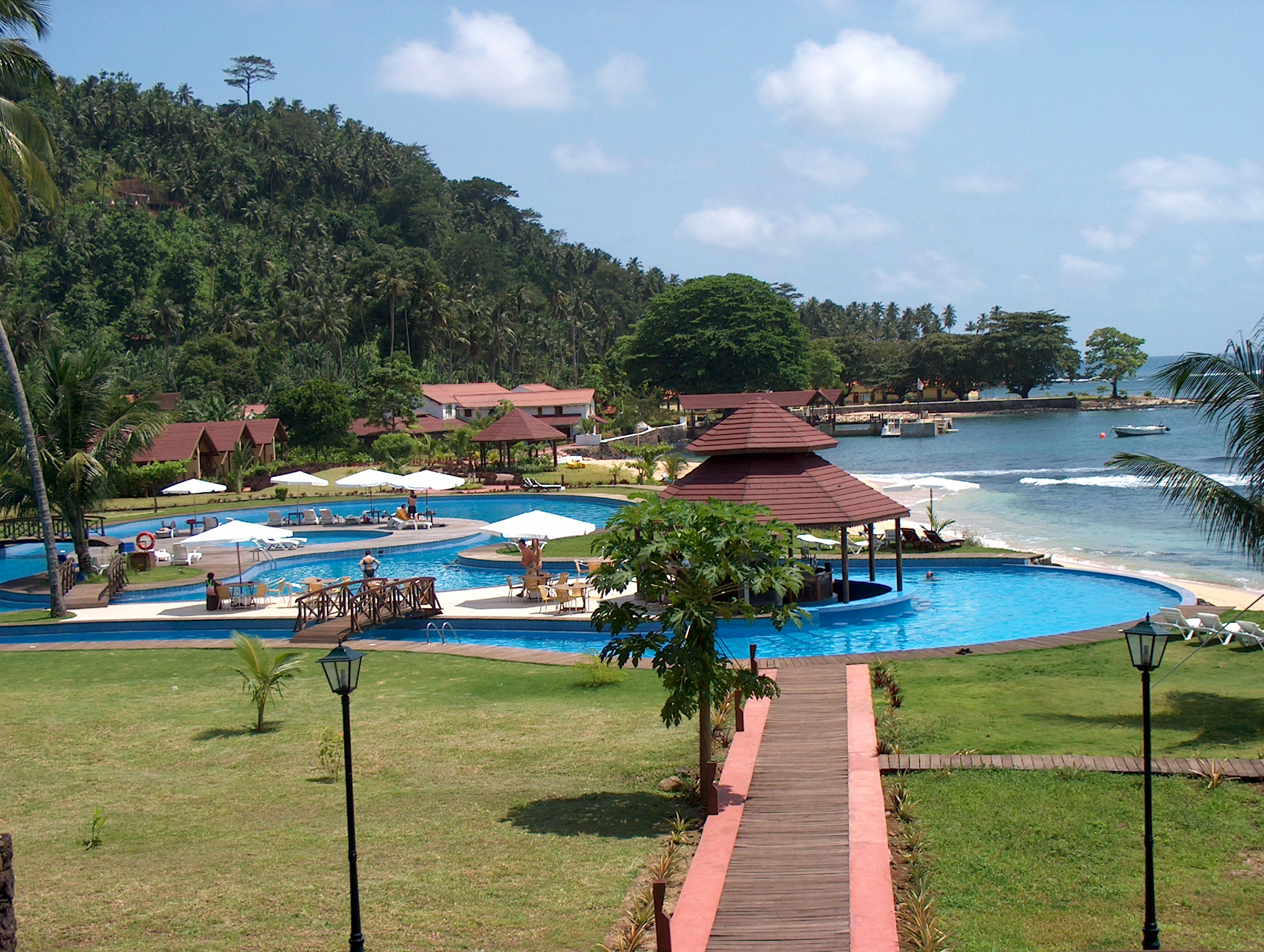
Toeristenverblijf op Ilhéu das Rolas

### Toerisme
Het toerisme in Sao Tomé en Principe staat nog in de kinderschoenen, maar de verwachtingen zijn dat het zich nog gaat ontwikkelen. Een groot voordeel van toerisme zou zijn dat het land minder afhankelijk wordt van de cacao-export.
Het accent ligt op de combinatie van koloniale architectuur met ongerepte landschappen, stranden, watervallen en regenwouden. Ook bevat het land tientallen endemische diersoorten die biologen en vogelspotters aantrekken. Op Sao Tomé worden ook vogelspotrondleidingen gegeven. Gepoogd wordt het toerisme duurzaam te maken en de economische groei niet ten koste van de natuur te laten gaan.
In 2006 kwamen er volgens de World Tourism Organization in het totaal 12.266 toeristen aan in Sao Tomé en Principe, waarvan Portugezen met 5.138 het grootste aandeel vormden, gevolgd door Fransen (1186) en Angolezen (999). Deze toeristen gaven gezamenlijk 6,7 miljoen Amerikaanse dollars uit.

### Bank- en verzekeringswezen
De Banco Central de São Tomé e Príncipe is de centrale bank van het land, verantwoordelijk voor toezicht en monetair beleid. Tot 2003 was de Banco Internacional de São Tomé e Príncipe, dochterbedrijf van het Portugese Caixa Geral de Depósitos de enige commerciële bank. Een wetswijziging zorgde voor de komst van diverse andere banken.
Commerciële banken die naast de Banco Internacional de São Tomé e Príncipe opereren in Sao Tomé en Principe zijn de Afriland First Bank/STP, Banco Equador SARL, Commercial Bank—São Tomé e Príncipe, Ecobank São Tomé, Island Bank, SA en Oceanic Bank STP.
Drie verzekeringsbedrijven, Instituto de Segurança Social, NICON Seguros STP en SAT INSURANCE, zijn actief in Sao Tomé en Principe.

## Infrastructuur

### Vervoer
De enige luchthaven waarnaar lijnvluchten worden uitgevoerd is de Luchthaven São Tomé Internationaal, voor het overige zijn er nog het Vliegveld Principe (op Principe) en het Vliegveld Porto Alegre (eveneens op Sao Tomé), waar momenteel geen lijndiensten plaatsvinden.
De twee eilandshoofdsteden Sao Tomé en Santo Antonio hebben allebei een haven, in 2008 waren er volgens Lloyd's Register-Fairplay 28 schepen geregistreerd.
Verder beschikt Sao Tomé en Principe over 320 kilometer aan wegen, waarvan 218 kilometer verhard. In 1996 waren er slechts 4.000 personenauto's en 1.540 bedrijfswagens geregistreerd. Sao Tomé en Principe kent geen spoorwegen.

### Communicatie
Zoals in veel Afrikaanse landen heeft de markt voor mobiele telefonie de markt voor vaste telefonie ruimschoots ingehaald. In 2009 waren er in Sao Tomé en Principe 64.000 mobiele telefoons tegenover 7.800 vaste telefoons in gebruik. Eind 2010 doorbrak het aantal mobiele telefoons zelfs de 100.000.
Er is één televisiezender (Televisão Santomense (TVS)) die door de overheid beheerd wordt, één radiozender die door de overheid beheerd wordt (Rádio Nacional de São Tomé e Príncipe) en twee (voorheen drie) onafhankelijke lokale radiozenders, namelijk Rádio Jubilar (beheerd door de Rooms-Katholieke Kerk) en Rádio Tropicana. De overheid gunt de oppositie ook tijd op de staatszenders. De zender RTP África is een internationale zender gericht op lusofoon Afrika, waar Sao Tomé en Principe deel van uitmaakt. De UNESCO schat dat er in 1998 45.000 radio's en in 1999 33.000 televisies in gebruik waren.
In 2009 hadden naar schatting van de Internationale Telecommunicatie-unie 26.700 mensen toegang tot het internet, waarvan er 2.000 breedband hadden.

### Pers
Sao Tomé en Principe kent persvrijheid, hoewel de beperkte afmetingen van het land de mogelijkheden tot diepgaande onderzoeksjournalistiek enigszins beperken. Enkele kranten zijn de Correio da Semana, Diário da República, Jornal Maravilha, Jornal Tropical, O Parvo en Téla Nón. Jornal.st is een nieuwswebsite, met binnenlands nieuws en veel Portugeestalige persberichten. De persassociatie heet Associação Nacional de Imprensa en STP-Press is een nieuwsagentschap.

### Onderwijs

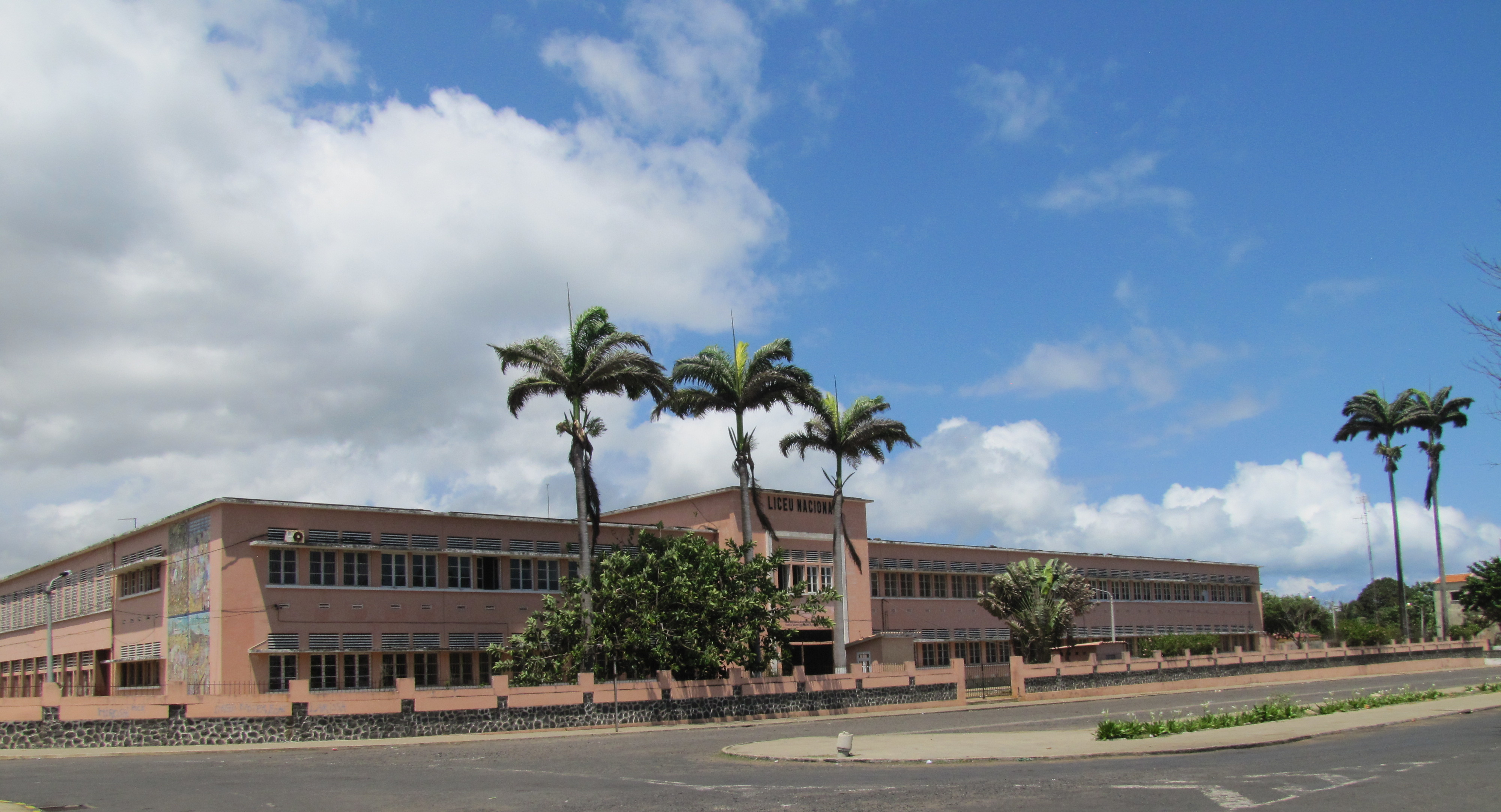
"Liceu Nacional", het nationale lyceum in de hoofdstad Sao Tomé

Onderwijs is in Sao Tomé en Principe vier jaar lang verplicht. Precieze leerlingenaantallen zijn onbekend. Het onderwijssysteem kampt met vele problemen zoals een gebrek aan leslokalen, leerkrachten, lesboeken, materialen en (vooral) geld. Het onderwijssysteem is voor financiering grotendeels afhankelijk van buitenlandse donaties.
Sao Tomé heeft naast diverse basisscholen (Básico) en middelbare scholen (Secundárias) ook drie instituten voor hoger onderwijs (Superiores). De Universidade Pública de São Tomé e Príncipe (tot 2014 Instituto Superior Politécnico de São Tomé e Príncipe geheten) werd gesticht in 1996 en valt onder het ministerie van onderwijs. Het ISPSTP biedt verdeeld over vier campussen bacheloropleidingen aan. Aan het Instituto Superior de Educação e Comunicação zijn lerarenopleidingen te volgen, aan het Instituto Superior de Ciências e Saúde worden medische opleidingen aangeboden, aan het Centro de Estudo para o Desenvolvimento is een landbouwopleiding te volgen en aan de hoofdlocatie – het oude Instituto Superior Politécnico – kunnen diverse exacte wetenschappen, toegepaste wetenschappen en talen gestudeerd worden.
Het Instituto Universitário de Contabilidade, Administração e Informática werd opgericht in 1994 en is private handen. Het IUCAI biedt vijfjarige cursussen aan met name op gebieden als rechtsgeleerdheid, economie, management, informatica en toerisme. De Universidade Lusíada de São Tomé e Príncipe begon met colleges geven in november 2006. Het biedt een propedeutisch jaar in rechtsgeleerdheid, economie, bedrijfskunde en informatie.

### Gezondheid
De gezondheidszorg in Sao Tomé en Principe kent enkele grote problemen, zo heeft 11% van de bevolking (ca. 18.000 personen) geen schoon drinkwater, 74% geen riolering en zijn er slechts 0,47 artsen per duizend inwoners (ca. 80 dokters). Door het gebrek aan sanitaire voorzieningen is het land gevoelig voor uitbraken van cholera. Ook malaria is nog altijd aanwezig, hoewel er plannen zijn om de malariamuggen op Sao Tomé volledig uit te roeien. Tussen 2003 en 2009 liep al eerder een project waarin de Santomese minister-president Maria das Neves hulp kreeg van de Taiwanese president Chen Shui-bian en wat het aantal sterftes aan malaria drastisch teruggedrongen heeft tot ver onder het regionaal gemiddelde.
De levensverwachting in Sao Tomé en Principe bedraagt 64 jaar (in 2003), onder het wereldwijd gemiddelde, maar boven het gemiddelde van Sub-Saharisch Afrika. Het grootste ziekenhuis is het Centro hospitalar de São Tomé en sinds 1976 heeft Sao Tomé een vestiging van het Rode Kruis (Cruz Vermelha). In 2007 gaf de overheid per hoofd van de bevolking $183 uit aan gezondheidszorg, dat was toen 11,2% van het bbp.

## Cultuur
De Santomese cultuur kan over het algemeen worden beschouwd als een mix van Portugese en Afrikaanse invloeden en wordt derhalve een creoolse cultuur genoemd die soms vergeleken wordt met de culturen van het Caraïbisch gebied.

### Taal
De officiële taal van Sao Tomé en Principe is het Portugees. Het Portugees wordt gesproken door 95% van de bevolking hoewel er maar 2580 (1993) moedertaalsprekers zijn. De overgrote meerderheid van de bevolking spreekt Portugese creoolse talen: Santomees Creools (ook wel Forro) (69.900 sprekers (1999), 85% van de bevolking), Angolar (5000 sprekers (1998), 3% van de bevolking, met name in Caué) en Principecreools (200 sprekers (1999), op Principe). Belangrijke immigrantentalen zijn het Fang, dat in Sao Tomé en Principe door 13.800 mensen wordt gesproken, en diverse andere talen uit Angola, Kaapverdië en Mozambique. Het Frans wordt in scholen als tweede taal onderwezen; Sao Tomé en Principe is naast lid van de Lusophonia ook lid van de Francophonie.

### Literatuur

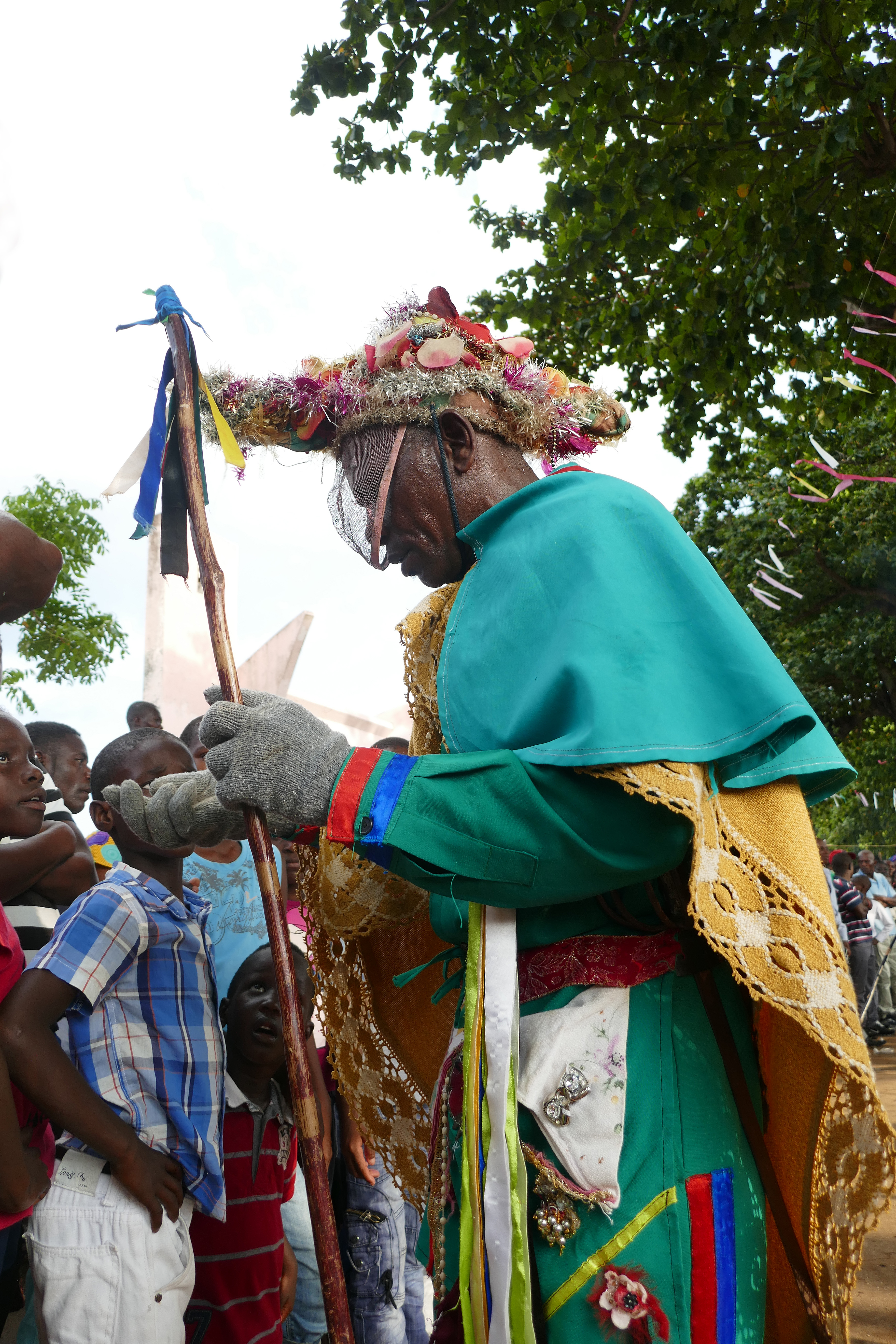
Tchiloli

### Muziek
De Muziek van Sao Tomé wordt gekenmerkt door ússua- en socopé-ritmes, terwijl op Principe meer gebruik wordt gemaakt van de dêxa. Deze ritmes en dansen zijn beïnvloed door de Portugese ballroomdanscultuur. Tchiloli is een soort musical met een dramatisch verhaal en de danço-congo is eveneens een combinatie van muziek, dans en theater.
In 1959 werd de band Leoninos (opgericht door Quintero Aguiar). De band was erg populair mede vanwege hun kritiek op de Portugese kolonisten. In 1965 ging de band uit elkaar, maar werd gevolgd door Os Úntués (frontman: Leonel Aguiar) die diverse muzikale invloeden mengde. Later ontstonden er diverse bands die veelal Afrikaanse invloeden met westerse popmuziek combineerden. Bekende artiesten zijn: Quibanzas, Africa Negra, Mindelo, Zarco en Manjelegua.

### Feestdagen
De nationale feestdag is 12 juli, Dia da Independência (onafhankelijksheidsdag). Dit was de dag waarop Sao Tomé en Principe in 1975 onafhankelijk werd van Portugal. Andere feestdagen zijn Nieuwjaar (1 januari), de Dag van de Martelaren (3 februari, herdenking van het bloedbad van Batepá), de Dag van de Arbeid (1 mei), de Dag van het Leger (6 september), de Dag van de Landbouwhervorming (30 september), Allerheiligen (1 november), São Tomé-dag (21 december, de dag waarop in 1470 het eiland door de Portugezen ontdekt is) en Kerstmis (25 december).

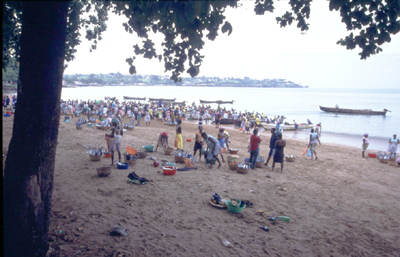
Vissers in Sao Tomé en Principe

### Keuken
Hoewel Sao Tomé en Principe een groot exporteur is van landbouwproducten als cacao en koffie, wordt veel voedsel geïmporteerd uit het buitenland. De Santomese keuken is sterk beïnvloed door de Portugese en Kaapverdische keukens en de beschikbaarheid van lokale tropische gewassen. Een typisch Portugees gerecht dat in Sao Tomé populair is is biscoitos de laranja, sinaasappelkoekjes.
Tropische wortelgewassen, broodvruchten en bakbananen vormen samen met maïs en brood van geïmporteerde tarwe het belangrijkste basisvoedsel van de Santomese keuken. Daarnaast worden veel vruchten als banaan, avocado, papaja en guave gegeten. De belangrijkste bron van proteïnen is vis en in mindere mate kip en garnalen. Vroeger werden daarnaast vleerhonden en apen gegeten en tegenwoordig is het eten van slakken nog altijd in gebruik. Vis en kip worden vaak gemarineerd in een pittige saus met specerijen zoals paradijskorrel. Het eten van duurdere vleessoorten als rundvlees is grotendeels beperkt tot feestelijke gelegenheden.
Het nationale gerecht van Sao Tomé en Principe is calulu, een stoofpot met vis of kip, palmolie en diverse groenten; de nationale drank is palmwijn.
In het stadje Neves staat een bierbrouwerij waar de bieren "Creola" en "Rosema" gebrouwen worden.

### Religie
Het grootste deel van de Santomese bevolking is christelijk, bij de volkstelling van 2001 was 70,3% rooms-katholiek, 3,4% evangelisch, 2% (2015 11,2%) nieuw-apostolisch en 1,8% adventistisch. 3,1% hing een andere religie aan (bv. islam). 19,4% gaf geen religie op, deze groep bevat zowel katholieken en protestanten als atheïsten (2%).
De belangrijkste kerk van het land is de 16e-eeuwse rooms-katholieke kathedraal Sé Catedral de Nossa Senhora da Graça de São Tomé waar Manuel António Mendes dos Santos sinds 2006 bisschop is. Andere kerken zijn de Kerk van de Zevendedagsadventisten, de Evangelische Kerk, de Evangelische Kerk Vergadering van God, de Kerk Manna, de Kerk van de Nazarener, de Nieuw-Apostolische Kerk en de Universele Kerk van het Koninkrijk van God. Al deze kerken staan in de hoofdstad Sao Tomé.
In Sao Tomé en Principe bestaat een volledige godsdienstvrijheid die gegarandeerd wordt door bepalingen in de grondwet en gehandhaafd door de regering. Sao Tomé en Principe kent geen staatsgodsdienst, er worden geen mensen onderdrukt of juist voorgetrokken op basis van religie en de aanhangers van verschillende religies gaan vreedzaam met elkaar om.

## Sport
De belangrijkste sport in Sao Tomé en Principe is voetbal. De nationale voetbalbond is de Federação Santomense de Futebol. Noch het mannenelftal, noch het vrouwenelftal wist zich ooit voor een groot toernooi te plaatsen.
In 1996 deed Sao Tomé en Principe voor het eerst mee aan de Olympische Zomerspelen, ook in 2000, 2004 en 2008 en 2012 was Sao Tomé en Principe aanwezig. Alle vier de keren deed Sao Tomé en Principe met één man en één vrouw mee aan het atletiektoernooi, in 2008 was kanovaarder Alcino Silva de eerste (en tot dusver enige) Santomese olympische sporter buiten de atletiek. Op de eerste editie van de Olympische Jeugdzomerspelen in 2010 was Sao Tomé en Principe vertegenwoordigd met vier jeugdsporters: een hardloper, twee kanovaarders en een taekwondoka. De atleten worden vertegenwoordigd door het Comité Olímpico de São Tomé e Príncipe; nog nooit won een Santomese atleet een medaille. Op de wereldkampioenschappen atletiek 2009 in Berlijn deed Gloria Diogo mee aan de 100 meter voor vrouwen en Naiel Santiago D'Almeida aan de 400 meter voor mannen, beide hardlopers strandden in de voorronde. Twee jaar later deed Diogo mee aan de wereldkampioenschappen atletiek 2011 opnieuw op de 100 meter. Bij de 100 meter voor mannen werd Sao Tomé en Principe vertegenwoordigd door Christopher Lima da Costa een jaar later ook in Londen aan de Olympische Spelen mee zou doen, evenals in 2013 aan de wereldkampioenschappen in Moskou.
Behalve aan de Olympische Spelen, doen Santomese sporters ook mee aan de Afrikaanse Spelen voor Afrikaanse landen, de Jogos da Lusofonia voor Portugees sprekende landen, de Jeux de la Francophonie voor Franssprekende landen en aan het Ibero-Amerikaans atletiekkampioenschap waar ze ook mee mogen doen vanwege het feit dat Portugees de officiële taal is. Taekwondoka Eloy Boa Morte won op de Jogos da Lusofonia 2009 in Lissabon een gouden medaille in de klasse voor mannen onder de 80 kilogram.
Op Sao Tomé wordt sinds 2010 een meerdaagse amateurwielerwedstrijd gereden, de 'volta do cacau'. Ook deed er in 2010 voor het eerst een Santomees team mee aan een internationale wielerwedstrijd, de Kameroense etappekoers GP Chantal Biya.
De meest succesvolle sportvrouw uit Sao Tomé is verspringster, hordeloopster en meerkampster Naide Gomes. die in het begin van haar carrière voor Sao Tomé en Principe uitkwam, maar haar grootste successen boekte nadat ze de Portugese nationaliteit verkregen had.